# Glaçon

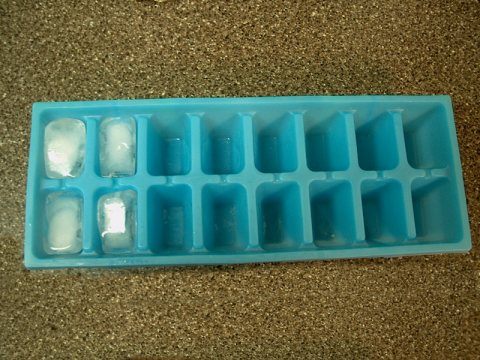
Les glaçons prennent forme dans leur matrice, le « bac à glaçons » sous l’action du froid

Un glaçon, ou cube de glace au Canada francophone, est généralement un petit cube de glace. Les glaçons sont principalement utilisés pour refroidir les boissons.

## Histoire
Le premier bac à glaçon commercialisé fut breveté en 1932 et produit par la General Appliances Mfg. Company.

## Fabrication
Les glaçons domestiques se réalisent en plaçant un bac à glaçons dans un congélateur. Sous l’action du froid, l'eau du bac (de préférence de l'eau chaude selon l'effet Mpemba) gèle dans le bac, puis il suffit de démouler les glaçons.
Il existe des machines destinées spécifiquement à produire des glaçons. Elles sont principalement utilisées dans les applications industrielles ainsi que dans les bars et restaurants mais aussi chez les ménages. Le processus de fabrication varie selon la technologie de la machine à glaçon :
Le système à vagues : L'eau est mise en mouvement et les molécules d'eau gèlent au contact des doigts d'évaporation.
Le système à pulvérisation : L'eau est pulvérisée des vaporisateurs
Le système à palette : L'eau gèle au contact d'un "serpentin"
Le système à évaporation verticale : l'eau ruisselle sur un évaporateur vertical refroidi à -30 °C.

## Principes physiques entrant dans la fonte d'un glaçon

### Poussée d'Archimède

Le volume de glace immergée correspond au volume d'eau produit par la fonte du glaçon.

Il est facile de vérifier que la fonte d'un morceau de glace pure flottant sur de l'eau pure se produit sans changement de niveau de l'eau. Le volume de glace immergé correspond en effet au volume d'eau liquide nécessaire pour égaler le poids du glaçon. En fondant, le glaçon produit (par conservation de la masse) exactement ce volume d'eau, qui « bouche le trou laissé par la disparition de la glace solide ». Le niveau d'eau reste le même. Sur la figure ci-contre, le volume délimité en pointillé est, dans le verre de gauche, le volume de glace immergée, et dans le verre de droite, le volume d'eau liquide produit par la fonte du glaçon.
On peut également faire le calcul suivant : si l'on considère, par exemple, un glaçon de 1 cm3 et de masse volumique 0,917 g·cm−3 (qui contient donc 0,917 g d'eau), le volume immergé sera de 0,917 cm3 (comme pour un iceberg, la majeure partie est sous l'eau). Lorsque le glaçon aura fondu, ces 0,917 g d'eau qui auront désormais une masse volumique de 1 g·cm−3 occuperont exactement le volume qu'occupait la partie immergée du glaçon.
La poussée d'Archimède est la force particulière que subit un corps plongé en tout ou en partie dans un fluide (liquide ou gaz) soumis à un champ de gravité. Cette force provient de l'augmentation de la pression du fluide avec la profondeur (effet de la gravité sur le fluide, voir l'article hydrostatique) : la pression étant plus forte sur la partie inférieure d'un objet immergé que sur sa partie supérieure, il en résulte une poussée globalement verticale orientée vers le haut. C'est à partir de cette poussée qu'on définit la flottabilité d'un corps.

## Goût
Certains consommateurs, s'ils apprécient l'effet réfrigérant du glaçon sur leur boisson, n'apprécient pas qu'en fondant les glaçons altèrent le goût de celle-ci par dilution. Il existe des alternatives aux cubes de glace fondant dans la boisson :
- les glaçons en plastique contenant une matière réfrigérante (de l'eau salée en général), permettant de concilier le souhait de refroidissement de la boisson sans la dilution de celle-ci ;
- les glaçons en granite, en gabbro, en stéatite ou en métal (de l'acier inoxydable alimentaire) qui ont la propriété d’emmagasiner le froid et de le restituer sans aucune dilution.

## Hygiène
Il est recommandé d'éviter les glaçons dans les pays où l'eau du robinet n'est pas potable, car ceux-ci ne sont pas toujours faits à partir d'eau en bouteille et peuvent donc contenir des pathogènes.